# Hypolytrum
Hypolytrum is een geslacht uit de cypergrassenfamilie (Cyperaceae). De soorten komen voor in de tropen.

## Soorten
- Hypolytrum africanum Nees ex Steud.
- Hypolytrum amorimii M.Alves & W.W.Thomas
- Hypolytrum amplum Poepp. & Kunth
- Hypolytrum angolense Nelmes
- Hypolytrum bahiense M.Alves & W.W.Thomas
- Hypolytrum balakrishnanii Noot.
- Hypolytrum bullatum C.B.Clarke
- Hypolytrum cacuminum Nelmes
- Hypolytrum capitulatum Valck.Sur. ex C.B.Clarke
- Hypolytrum chevalieri Nelmes
- Hypolytrum compactum Nees & Meyen ex Kunth
- Hypolytrum dissitiflorum Steud.
- Hypolytrum elegans (E.G.Camus) Uittien
- Hypolytrum espiritosantense M.Alves & W.W.Thomas
- Hypolytrum flavinux (T.Koyama) D.A.Simpson
- Hypolytrum glaziovii Boeckeler
- Hypolytrum glomerulatum M.Alves & W.W.Thomas
- Hypolytrum goetghebeurii Thery
- Hypolytrum hainanense (Merr.) Tang & F.T.Wang
- Hypolytrum heteromorphum Nelmes
- Hypolytrum heterophyllum Boeckeler
- Hypolytrum humile (Hassk. ex Steud.) Boeckeler
- Hypolytrum jardimii M.Alves & W.W.Thomas
- Hypolytrum jenmanii C.B.Clarke
- Hypolytrum lancifolium C.B.Clarke
- Hypolytrum laxum Kunth
- Hypolytrum leptocalamum M.Alves & W.W.Thomas
- Hypolytrum longifolium (Rich.) Nees
- Hypolytrum longirostre Thwaites
- Hypolytrum lucennoi M.Alves & W.W.Thomas
- Hypolytrum mauritianum Nees ex Kunth
- Hypolytrum nemorum (Vahl) Spreng.
- Hypolytrum nudicaule Juss. ex Cherm.
- Hypolytrum nudum C.B.Clarke
- Hypolytrum ohwianum T.Koyama
- Hypolytrum pahiense Xanthos
- Hypolytrum pallidiceps S.S.Hooper & T.Koyama
- Hypolytrum paraense M.Alves & W.W.Thomas
- Hypolytrum paucistrobiliferum Tang & F.T.Wang
- Hypolytrum poecilolepis Nelmes
- Hypolytrum polystachyum Cherm.
- Hypolytrum pseudomapanioides D.A.Simpson & Lye
- Hypolytrum pulchrum (Rudge) H.Pfeiff.
- Hypolytrum purpurascens Cherm.
- Hypolytrum pynaertii (De Wild.) Nelmes
- Hypolytrum rigens Nees
- Hypolytrum scaberrimum Boeckeler
- Hypolytrum schnellianum Lorougnon
- Hypolytrum schraderianum Nees
- Hypolytrum secans (K.Schum.) J.Raynal
- Hypolytrum senegalense Rich.
- Hypolytrum shurenii D.A.Simpson & G.C.Tucker
- Hypolytrum sphaerostachyum Boeckeler
- Hypolytrum spongiosum T.Koyama
- Hypolytrum stemonifolium T.Koyama
- Hypolytrum strictum Poepp. & Kunth
- Hypolytrum subcompositus Lye & D.A.Simpson
- Hypolytrum supervacuum C.B.Clarke
- Hypolytrum testui Cherm.
- Hypolytrum turgidum C.B.Clarke
- Hypolytrum unispicatum Sosef & D.A.Simpson
- Hypolytrum verticillatum T.Koyama

... · 
Blysmus · 
Bolboschoenus · 
Carex (Zegge) · 
Cladium · 
Cyperus (Cypergras) · 
Eleocharis (Waterbies) · 
Eleogiton · 
Eriophorum (Wollegras) · 
Isolepis · 
Rhynchospora · 
Schoenoplectus (Bies) · 
Schoenus · 
Scirpoides · 
Scirpus · 
Trichophorum · 
...